# НБА в сезоні 1965–1966
Сезон НБА 1965–1966 був 20-им сезоном в Національній баскетбольній асоціації. Переможцями сезону стали «Бостон Селтікс», які здолали у фінальній серії «Лос-Анджелес Лейкерс».

## Регламент змагання
Участь у сезоні брали 9 команд, розподілених між двома дивізіонами.
По ходу регулярного сезону кожна з команд-учасниць проводила по 80 ігор. До плей-оф, який проходив за видозміненою олімпійською системою, виходили по три кращих команди з кожного дивізіону. На стадії півфіналів дивізіонів у боротьбу вступали команди, що посіли друге і третє місця за результатами регулярного сезону кожного з дивізіонів. Команди, які на цьому етапі здолали суперників у серіях ігор до трьох перемог, виходили до фіналів дивізіонів, в яких проводили серію ігор до чотирьох перемог проти переможця регулярного сезону в своєму дивізіоні.
Чемпіони кожного з дивізіонів, що визначалися на стадії плей-оф, для визначення чемпіона НБА зустрічалися між собою у Фіналі, що складався із серії ігор до чотирьох перемог.

## Регулярний сезон

### Підсумкові таблиці за дивізіонами
| Східний                         | В  | П  | %П   | Відст | Дом   | Гост  | Нейтр | Див   |
| ------------------------------- | -- | -- | ---- | ----- | ----- | ----- | ----- | ----- |
| x-«Філадельфія Севенті-Сіксерс» | 55 | 25 | .688 | –     | 22–3  | 20–17 | 13–5  | 20–10 |
| x-«Бостон Селтікс»              | 54 | 26 | .675 | 1     | 26–5  | 19–18 | 9–3   | 19–11 |
| x-«Цинциннаті Роялс»            | 45 | 35 | .563 | 10    | 25–6  | 11–23 | 9–6   | 16–14 |
| «Нью-Йорк Нікс»                 | 30 | 50 | .375 | 25    | 20–14 | 4–30  | 6–6   | 5–25  |

| Західний                 | В  | П  | %П   | Відст | Дом   | Гост  | Нейтр | Див   |
| ------------------------ | -- | -- | ---- | ----- | ----- | ----- | ----- | ----- |
| x-«Лос-Анджелес Лейкерс» | 45 | 35 | .563 | –     | 28–11 | 13–21 | 4–3   | 29–11 |
| x-«Балтимор Буллетс»     | 38 | 42 | .475 | 7     | 29–9  | 4–25  | 5–8   | 20–20 |
| x-«Сент-Луїс Гокс»       | 36 | 44 | .450 | 9     | 22–10 | 6–22  | 8–12  | 19–21 |
| «Сан-Франциско Ворріорс» | 35 | 45 | .438 | 10    | 12–14 | 8–19  | 15–12 | 21–19 |
| «Детройт Пістонс»        | 22 | 58 | .275 | 23    | 13–17 | 4–22  | 5–19  | 11–29 |

Легенда:
- x – Учасники плей-оф

## Плей-оф
Переможці пар плей-оф позначені жирним. Цифри перед назвою команди відповідають її позиції у підсумковій турнірній таблиці регулярного сезону конференції. Цифри після назви команди відповідають кількості її перемог у відповідному раунді плей-оф.
|  | Півфінали дивізіонів | Півфінали дивізіонів | Півфінали дивізіонів |           |   | Фінали дивізіонів | Фінали дивізіонів | Фінали дивізіонів |  |  | Фінал НБА | Фінал НБА    | Фінал НБА |
|  |                      |                      |                      |           |   |                   |                   |                   |  |  |           |              |           |
|  |                      |                      |                      |           |   |                   |                   |                   |  |  |           |              |           |
|  |                      | 1                    | Л.А. Лейкерс         | 4         |   |                   |                   |                   |  |  |           |              |           |
|  | Західний Дивізіон    | 1                    | Л.А. Лейкерс         | 4         |   |                   |                   |                   |  |  |           |              |           |
|  |                      |                      | 3                    | Сент-Луїс | 3 |                   |                   |                   |  |  |           |              |           |
|  | 3                    | Сент-Луїс            | 3                    | Сент-Луїс | 3 | 3                 |                   |                   |  |  |           |              |           |
|  | 3                    | Сент-Луїс            |                      |           |   | 3                 |                   |                   |  |  |           |              |           |
|  | 2                    | Балтимор             | 0                    |           |   |                   |                   |                   |  |  |           |              |           |
|  |                      |                      |                      |           |   |                   |                   |                   |  |  | W1        | Л.А. Лейкерс | 3         |
|  |                      |                      | E2                   | Бостон    | 4 |                   |                   |                   |  |  |           |              |           |
|  |                      |                      |                      |           |   |                   |                   |                   |  |  |           |              |           |
|  |                      |                      |                      |           |   |                   |                   |                   |  |  |           |              |           |
|  |                      | 1                    | Філадельфія          | 1         |   |                   |                   |                   |  |  |           |              |           |
|  | Східний Дивізіон     | 1                    | Філадельфія          | 1         |   |                   |                   |                   |  |  |           |              |           |
|  |                      |                      | 2                    | Бостон    | 4 |                   |                   |                   |  |  |           |              |           |
|  | 3                    | Цинциннаті           | 2                    | Бостон    | 4 | 2                 |                   |                   |  |  |           |              |           |
|  | 3                    | Цинциннаті           |                      |           |   | 2                 |                   |                   |  |  |           |              |           |
|  | 2                    | Бостон               | 3                    |           |   |                   |                   |                   |  |  |           |              |           |

## Лідери сезону за статистичними показниками
| Показник                  | Гравець         | Команда                       | Результат |
| ------------------------- | --------------- | ----------------------------- | --------- |
| Очки                      | Вілт Чемберлейн | «Філадельфія Севенті-Сіксерс» | 2,649     |
| Підбирання                | Вілт Чемберлейн | «Філадельфія Севенті-Сіксерс» | 1,943     |
| Передачі                  | Оскар Робертсон | «Цинциннаті Роялс»            | 847       |
| % влучань з гри           | Вілт Чемберлейн | «Філадельфія Севенті-Сіксерс» | .540      |
| % влучань штрафних кидків | Ларрі Зігфрід   | «Бостон Селтікс»              | .881      |

## Нагороди НБА

### Щорічні нагороди
- Найцінніший гравець: Вілт Чемберлейн, «Філадельфія Севенті-Сіксерс»
- Новачок року: Рік Беррі, «Сан-Франциско Ворріорс»
- Тренер року: Дольф Шеєс, «Філадельфія Севенті-Сіксерс»

| - Перша збірна всіх зірок: - Рік Беррі, «Сан-Франциско Ворріорс» - Джеррі Лукас, «Цинциннаті Роялс» - Вілт Чемберлейн, «Філадельфія Севенті-Сіксерс» - Оскар Робертсон, «Цинциннаті Роялс» - Джеррі Вест, «Лос-Анджелес Лейкерс» | - Друга збірна всіх зірок: - Гел Грір, «Філадельфія Севенті-Сіксерс» - Сем Джонс, «Бостон Селтікс» - Білл Расселл, «Бостон Селтікс» - Гас Джонсон, «Балтимор Буллетс» - Джон Гавлічек, «Бостон Селтікс» |

- Перша збірна новачків:
  - Том Ван Арсдейл, «Детройт Пістонс»
  - Рік Беррі, «Сан-Франциско Ворріорс»
  - Дік Ван Арсдейл, «Нью-Йорк Нікс»
  - Біллі Каннінгем, «Філадельфія Севенті-Сіксерс»
  - Фред Гетцель, «Сан-Франциско Ворріорс»